# Elecciones generales de los Países Bajos de 2025
Las elecciones generales de los Países Bajos de 2025 se celebraran el 29 de octubre para elegir a los miembros de la Cámara de Representantes. Se esperaba que las elecciones se celebraran en 2027, pero, tras el colapso de la coalición de gobierno por la salida del principal partido, el Partido por la Libertad, el primer ministro, Dick Schoof, se vio obligado a presentar su dimisión al rey el 3 de junio del 2025.

## Antecedentes

### Elecciones y formación del gobierno.
En noviembre de 2023 se celebraron elecciones generales en los Países Bajos que dieron como claro ganador al Partido por la Libertad (PVV), liderado por Geert Wilders, una formación de extrema derecha conocida por su discurso antiislámico, euroescéptico y antiinmigración. Sin embargo, a pesar de ser la lista más votada, Wilders no pudo formar gobierno directamente debido a la negativa de varios partidos a apoyarlo como primer ministro, por su historial de declaraciones radicales. Finalmente se llegó a una coalición entre el PVV, el Partido Popular por la Libertad y la Democracia, el Nuevo Contrato Social y el Movimiento Campesino-Ciudadano.
Para mantener la estabilidad, se acordó nombrar como primer ministro a Dick Schoof, un alto funcionario independiente, exjefe de inteligencia y seguridad nacional, considerado una figura técnica y de consenso.

### Colapso de la coalición
El 3 de junio de 2025, la coalición colapsó tras una grave crisis interna originada por propuestas radicales del PVV sobre inmigración. En particular, Wilders exigía:
- Suspender la reunificación familiar para refugiados,
- Utilizar al ejército para controlar fronteras,
- Introducir medidas contrarias al Derecho Europeo e internacional.

Estas demandas fueron consideradas inaceptables por el NSC y BBB, más moderados en estos temas. Ante la imposibilidad de avanzar con estas políticas, Wilders anunció la salida del PVV del gobierno, lo que provocó la pérdida de la mayoría parlamentaria y dejó al ejecutivo sin apoyo suficiente.
Pocas horas después, Dick Schoof presentó su dimisión al rey Guillermo Alejandro, lo que puso fin al gabinete más efímero de la historia reciente del país (apenas un año en funciones).
Dado que Partido Popular por la Libertad y la Democracia, la coalición de Izquierda Verde-Partido del Trabajo, el Partido Socialista, DENK y el Partido por los Animales se negaron a intentar formar una nueva coalición se comunico al Rey y esto hizo inevitable la convocatoria electoral.
El 4 de junio se convocó una sesión extraordinaria de la Segunda Cámara de los Estados Generales (Cámara de Representantes) para decidir si el Parlamento buscaba una nueva coalición, un gobierno en minoría conformado por el VVD, el NSC y el BBB, o la convocatoria de nuevas elecciones. Finalmente, tras las intervenciones de todos los líderes de las formaciones con representación en la cámara y del primer ministro, se decidió convocar elecciones. El primer ministro declaró: «A un partido le faltó voluntad; la caída del gabinete es innecesaria e irresponsable», pero negó continuar en el cargo y aceptó la convocatoria electoral.
Tras la caída total del gobierno y la entrada en funciones de un gabinete interino, se convocó con urgencia un consejo de ministros. En esta situación, tanto el primer ministro como los demás ministros solo podían tomar decisiones consideradas "urgentes" o "no aplazables". Una de estas decisiones fue evaluar la propuesta del Consejo Electoral, que sugería fijar la fecha de las elecciones para el 29 de octubre de 2025.
Por regla general, el Consejo de Ministros acata la recomendación del Consejo Electoral, una práctica establecida aunque no formalmente escrita. En esta ocasión no fue diferente: el gabinete interino aceptó la propuesta del Consejo Electoral.

#### Resultado de la votación en la cámara
| Cámara                   | Medida                                                                                                   | Fecha                                        | Voto |    |    |    |    |   |   |   |   |   |   |   |   |   |   |   | Total   |
| ------------------------ | --- | -------------------------------------------- | ---- | -- | -- | -- | -- | - | - | - | - | - | - | - | - | - | - | - | ------- |
| Cámara de Representantes | Debate sobre la dimisión del primer ministro y su gabinete, y la consiguiente convocatoria de elecciones | 4 de junio de 2025 Mayoría absoluta (76/150) | Sí   | 37 | 25 | 24 |    | 9 |   | 5 | 5 | 3 | 3 |   | 3 | 3 | 2 | 1 | 120/150 |
| Cámara de Representantes | Debate sobre la dimisión del primer ministro y su gabinete, y la consiguiente convocatoria de elecciones | 4 de junio de 2025 Mayoría absoluta (76/150) | No   |    |    |    |    |   |   |   |   |   |   |   |   |   |   |   | 0/150   |
| Cámara de Representantes | Debate sobre la dimisión del primer ministro y su gabinete, y la consiguiente convocatoria de elecciones | 4 de junio de 2025 Mayoría absoluta (76/150) | Abs. |    |    |    | 20 |   | 7 |   |   |   |   | 3 |   |   |   |   | 30/150  |

### Redistribución de los ministerios
Tras la salida de todos los ministros y secretarios de Estado del Partido por la Libertad, y con el gabinete en funciones tras la dimisión del primer ministro, las tres formaciones políticas restantes en el gobierno iniciaron negociaciones para redistribuir los puestos que habían quedado vacantes. Cada uno de los partidos buscaba obtener la mayor visibilidad posible, especialmente ante la inminente convocatoria electoral, dado que los sucesores designados en estos ministerios gestionarían temas especialmente sensibles y polémicos durante la campaña.
Los ministerios que quedaron vacantes fueron los de: Asilo y Migración, Asuntos Económicos, Comercio Exterior y Ayuda al Desarrollo, Infraestructura y Gestión del Agua, y Salud, Bienestar y Deporte. De forma interina, tres ministros del Partido Popular por la Libertad y la Democracia (VVD) asumieron las competencias de tres de esos ministerios, mientras que los otros dos quedaron bajo la responsabilidad de ministros del Nuevo Contrato Social (NSC).
El 6 de junio se celebró una reunión entre los líderes de las tres formaciones para discutir la redistribución definitiva de los ministerios. Sin embargo, tras aproximadamente una hora y media de negociación a puerta cerrada, no se logró llegar a un acuerdo, ya que las tres partes aspiraban a controlar la cartera más relevante: el Ministerio de Asilo y Migración, considerado el eje central de la campaña electoral.
A la salida del encuentro, la líder del NSC, Nicolien van Vroonhoven, declaró ante los medios: «Todos quieren Asilo». Por su parte, la vice primera ministra y ministra de Vivienda y Ordenación del Territorio por el Movimiento Campesino-Ciudadano (BBB) afirmó: «Estamos en conversaciones».
Debido a la tensión generada por la disputa sobre qué formación asumiría el Ministerio de Asilo y Migración, se planteó incluso la posibilidad de dividirlo en dos carteras separadas: una de Asilo y otra de Migración.
Finalmente, los tres líderes anunciaron que las conversaciones continuarían más adelante y que, hasta entonces, los ministerios seguirían bajo la dirección de los ministros interinos que habían sustituido a los representantes del PVV.
El 7 de junio se anunció que el NSC no exigiría la cartera de Asilo y Migración, y que pasaría a apoyar al BBB frente al VVD, ya que ambos presionaban para que la cartera vacante recayera en sus manos. Esto abrió una crisis entre el bloque del NSC y el BBB, y el bloque del VVD, que, a pesar de tener 24 escaños en la cámara, la suma de NSC y BBB alcanzaba los 27 escaños.
Luego de días de negociaciones entre las tres líderes de las formaciones, finalmente se anunció que el VVD sería quien tomaría la cartera de Asilo y Migración. La líder del BBB, Caroline van der Plas, describió en una entrevista realizada horas después del anuncio: «El VVD está cerrando la puerta de golpe y creo que eso es inaceptable. Eso es mala gobernanza», dado que criticó que en el pasado el VVD ha tenido una política laxa en materia de inmigración.
Luego de las quejas por parte de la líder del BBB, el VVD aceptó su propuesta de desintegrar el Ministerio de Asilo y Migración, y dividir sus competencias en tres áreas. La gestión del asilo pasará al Ministerio de Justicia y Seguridad, encabezado por el ministro del VVD, David van Weel. Por su parte, las competencias en materia de migración laboral, educativa y regular serán transferidas al Ministerio de Asuntos Sociales y Trabajo, a cargo de Eddy van Hijum, del NSC. Finalmente, las competencias relacionadas con la distribución y el control de los solicitantes de asilo dentro del territorio neerlandés quedarán en manos de Mona Keijzer, ministra de Vivienda y Ordenación del Territorio del BBB.
Los demás ministerios que quedaron vacantes tras la salida del PVV fueron ocupados por miembros de los tres partidos restantes en el gobierno. El Ministerio de Asuntos Económicos pasó a manos de Vincent Karremans, hasta entonces secretario de Estado de Juventud, Prevención y Deporte, del VVD.
Los Ministerios de Salud, Bienestar y Deporte, así como el de Comercio Exterior y Cooperación al Desarrollo, quedaron bajo control del NSC.
Por último, el Ministerio de Infraestructura y Gestión del Agua pasó a manos del BBB, que designó como ministro a Robert Tieman.
Las secretarías de Estado vacantes también fueron repartidas entre las tres formaciones. La Secretaría de Asistencia Social y de Largo Plazo pasó a estar controlada por el BBB. La Secretaría de Justicia y Seguridad fue dividida en dos: las competencias de Justicia quedaron bajo la Secretaría de Protección Jurídica, a cargo del NSC, mientras que las competencias de Seguridad fueron asumidas por la Secretaría de Participación e Integración.
En cuanto a la Secretaría de Relaciones del Reino y Digitalización, esta fue suprimida, y sus funciones pasaron a la Secretaría de Recuperación de Groningen, también bajo control del BBB.

### Elecciones europeas
Las elecciones al Parlamento Europeo de 2024 en los Países Bajos se celebraron el 6 de junio como parte del proceso electoral europeo. En estos comicios, se eligieron 31 eurodiputados, cinco más que en 2019, debido a la redistribución de escaños tras el Brexit y ajustes demográficos.
En estos comicios, la alianza entre Izquierda Verde y el Partido del Trabajo se mantuvo como la fuerza más votada y obtuvo ocho escaños, mientras que el Partido por la Libertad, liderado por Geert Wilders, protagonizó el mayor crecimiento al pasar de no tener representación a conseguir seis escaños. Otras formaciones que lograron representación incluyen al Partido Popular por la Libertad y la Democracia con cuatro escaños, la Llamada Demócrata Cristiana y Demócratas 66 con tres cada uno, el Movimiento Campesino-Ciudadano y Volt Países Bajos con dos, y con un escaño cada uno, Nuevo Contrato Social, el Partido Político Reformado y el Partido por los Animales. La participación alcanzó el 46,2 %, siendo la más alta registrada en el país en tres década.

### Caída en el parlamento
Tras la dimisión del primer ministro y la solicitud del Parlamento al Consejo Electoral Nacional para convocar nuevas elecciones, todas las leyes en trámite en la Cámara de Representantes quedaron paralizadas de inmediato. Esto se debe a que la legislación neerlandesa establece que, con la caída del gobierno, cualquier proyecto de ley en curso debe ser suspendido.
Una de las primeras medidas en ser afectadas fue la congelación de los alquileres sociales, anunciada por la vice primera ministra y ministra de Vivienda, Mona Keijzer. La suspensión de esta iniciativa implicaba que los inquilinos de viviendas de protección oficial verían aumentados sus alquileres tanto ese año como el siguiente.

Otro tema que quedó paralizado fue la reforma relacionada con la reducción de emisiones de nitrógeno, cuya implementación ya había sido retrasada tras las presiones del sector agrícola. Uno de los agricultores declaró:
"Tras años de políticas 'antiagrícolas', por fin había un gabinete que comenzaba a implementar una política realista para el sector agrícola. Pero aún no estaba terminada, aún no se había logrado nada."
Además, otros sectores se vieron afectados. La Federación Neerlandesa de Centros Médicos Universitarios fue impactada por la suspensión de la Ley de Atención y Bienestar Complementarios, y la Asociación Neerlandesa de Agentes Inmobiliarios por la paralización de la nueva ley de vivienda, que se encontraba en su fase final de tramitación.
Para que un proyecto de ley pueda continuar su curso durante el período electoral, el Parlamento debe declararlo como un "asunto de importancia nacional", lo que requiere el voto favorable de la mayoría absoluta de la Cámara. Sin embargo, el gobierno interino no contaba con esa mayoría tras la salida del PVV. Por lo tanto, necesitaba el respaldo de su antiguo socio o de partidos situados más a la izquierda, lo que no se logró en la mayoría de los casos.
La única excepción fue la ley de migración y la ayuda a Ucrania, que sí fueron consideradas de importancia nacional y continuaron su tramitación parlamentaria.

## Sistema electoral
El mismo día en que el Parlamento decidió que se celebrarán nuevas elecciones generales tras la dimisión del primer ministro, el Consejo Electoral de los Países Bajos anunció que proponía el miércoles 29 de octubre de 2025 como fecha para su realización.
Aunque la Cámara solicitó al Consejo que las elecciones se celebraran lo antes posible, existen varios motivos por los cuales la fecha se ha fijado con tanta antelación. En primer lugar, la Cámara de Representantes no se disuelve automáticamente, sino que suele disolverse unas semanas después, para permitir que los partidos políticos tengan tiempo de preparar sus campañas. Además, la ley establece un plazo de 90 días desde la disolución de la Cámara para la celebración de elecciones.
Otra razón es que se otorgan hasta 75 días a los votantes en el extranjero para registrarse en sus respectivas embajadas o consulados. También se debe tener en cuenta que la legislación prohíbe la inscripción de nuevas formaciones políticas después de la caída del gabinete y la convocatoria anticipada de elecciones. Por este motivo, la Cámara considera que lo más democrático es esperar a que expire este plazo, de modo que las nuevas formaciones que deseen participar puedan inscribirse adecuadamente.
Finalmente, la ley electoral neerlandesa permite apelar casi cualquier decisión relacionada con el proceso electoral. Por ejemplo, se puede impugnar la inclusión de un candidato en la lista de un partido, incluso si no hay indicios de que sea inelegible. Esta posibilidad de apelaciones también contribuye a que el calendario electoral se extienda durante varios meses.
De conformidad con los artículos C.1, C.2 y C.3 de la ley electoral, las elecciones para la Cámara de Representantes se llevan a cabo cada cuatro años en marzo, a menos que se convoque una elección anticipada. Los 150 miembros de la Cámara de Representantes son elegidos por representación proporcional de lista abierta. El número de escaños por lista se determina utilizando el método D'Hondt. Una lista debe recibir un número de votos igual o superior a la cuota Hare para calificar para la distribución de escaños, lo que significa que hay un umbral electoral del 0,67%. Los votantes tienen la opción de emitir un voto preferencial. Los escaños ganados por una lista se asignan primero a los candidatos que, en votos preferenciales, han recibido al menos el 25 % de la cuota Hare (efectivamente, el 0,17 % del total de votos), independientemente de su puesto en la lista electoral. Si varios candidatos de una lista pasan este umbral, su orden se determina en función del número de votos recibidos. Cualquier escaño restante se asigna a los candidatos de acuerdo con su puesto en la lista electoral.

### Plazos electorales
El siguiente calendario es el publicado por el Ministerio del Interior de los Países Bajos:
| Fecha            | Hora             | Acontecimiento |
| ---------------- | ---------------- | --- |
| 4 de agosto      | 4 de agosto      | Límite para que una formación política se registre. |
| 25 de agosto     | 25 de agosto     | Publicación del Boletín Oficial para el comienzo del registro de los candidatos y listas de cada formación. |
| 15 de septiembre | 15 de septiembre | Los consejos municipales elegirán un día para llevar a cabo el recuento en el colegio electoral municipal. |
| 15 de septiembre | 15 de septiembre | Los gobiernos municipales harán público los protocolos destinados a las mesas electorales. |
| 15 de septiembre | 15 de septiembre | El gobierno nacional hará público el protocolo para el software de resultados. |
| 15 de septiembre | 15 de septiembre | Todos los funcionarios municipales declararan que cumplen con los requisitos de conexión para el uso del software de resultados electorales.                                                                      |
| 15 de septiembre | 15 de septiembre | Día de la nominación de los candidatos y las listas de cada formación. |
| 16 de septiembre | 1:00             | Se cierra el padrón municipal y se comienza la impresión de las tarjetas de votación. |
| 16 de septiembre | 16:00            | El consejo nacional electoral se reúne para el examen de las listas de candidatos presentadas. |
| 16 de septiembre | 18:00            | El consejo nacional electoral notifica las posibles irregularidades en las candidaturas. |
| 17 de septiembre | 17 de septiembre | Último día para solicitar el voto en el extranjero. |
| 19 de septiembre | 17:00            | Publicación definitiva por parte del consejo nacional electoral de las candidaturas válidas. |
| 23 de septiembre | 23 de septiembre | Posibilidad de recurrir ante la Sala de Jurisdicción Administrativa del Consejo de Estado contra la decisión sobre la validez de la lista de candidatos y el mantenimiento de los candidatos y las designaciones. |
| 29 de septiembre | 29 de septiembre | Último día en el que la Sala de Jurisdicción Administrativa del Consejo de Estado puede emitir una decisión. |
| 1 de octubre     | 1 de octubre     | Último día en el que se puede solicitar el voto por correo. |
| Por definir      | Por definir      | Se pública en el Boletín Oficial de Países Bajos las listas de candidatos irrevocablemente establecidas. |
| 8 de octubre     | 8 de octubre     | El consejo nacional electoral da acceso al software de resultados a los cargos municipales. |
| 24 de octubre    | 24 de octubre    | El alcalde del municipio hará público cualquier cambio por razones de fuerza mayor (Cambio del lugar de votación, horarios, etc.).                                                                                |
| 27 de octubre    | 27 de octubre    | Comprobación por parte del los cargos municipales del funcionamiento del software de resultados. |
| 29 de octubre    | 21:00            | El colegio electoral realiza el recuento de votos y determina el número de votantes admitidos y elabora un acta N 10.                                                                                             |
| 29 de octubre    | 21:30            | El colegio electoral hace la entrega de las actas al alcalde y este se hace cargo de su resguardo hasta la reunión del consejo municipal.                                                                         |
| 30 de octubre    | 30 de octubre    | El consejo municipal se reúne en sesión pública determina el número total de votos en el municipio para cada candidato y cada lista y los ingresa al software de resultados.                                      |
| Por definir      | Por definir      | El consejo nacional electoral publica los resultados oficiales de las elecciones y los miembros de la Cámara de Representantes electos.                                                                           |
| 12 de noviembre  | 12 de noviembre  | Día en que tienen que dimitir todos los miembros en ejercicio de la Cámara de Representantes. |

## Campaña

### Debates
| Fecha | Organizador | P Presente S Sustituto I Invitado NP No Presente NI No invitado | P Presente S Sustituto I Invitado NP No Presente NI No invitado | P Presente S Sustituto I Invitado NP No Presente NI No invitado | P Presente S Sustituto I Invitado NP No Presente NI No invitado | P Presente S Sustituto I Invitado NP No Presente NI No invitado | P Presente S Sustituto I Invitado NP No Presente NI No invitado | P Presente S Sustituto I Invitado NP No Presente NI No invitado | P Presente S Sustituto I Invitado NP No Presente NI No invitado | P Presente S Sustituto I Invitado NP No Presente NI No invitado | P Presente S Sustituto I Invitado NP No Presente NI No invitado | P Presente S Sustituto I Invitado NP No Presente NI No invitado | P Presente S Sustituto I Invitado NP No Presente NI No invitado | P Presente S Sustituto I Invitado NP No Presente NI No invitado | P Presente S Sustituto I Invitado NP No Presente NI No invitado | P Presente S Sustituto I Invitado NP No Presente NI No invitado | Víd. | Ref. |
| Fecha | Organizador | PVV                                                             | GL-PvdA                                                         | VVD                                                             | NSC                                                             | D66                                                             | BBB                                                             | CDA                                                             | SP                                                              | DENK                                                            | PvdD                                                            | FvD                                                             | SGP                                                             | CU                                                              | Volt                                                            | JA21                                                            | Víd. | Ref. |
| ----- | ----------- | --------------------------------------------------------------- | --------------------------------------------------------------- | --------------------------------------------------------------- | --------------------------------------------------------------- | --------------------------------------------------------------- | --------------------------------------------------------------- | --------------------------------------------------------------- | --------------------------------------------------------------- | --------------------------------------------------------------- | --------------------------------------------------------------- | --------------------------------------------------------------- | --------------------------------------------------------------- | --------------------------------------------------------------- | --------------------------------------------------------------- | --------------------------------------------------------------- | ---- | ---- |
| Fecha | Organizador |                                                                 |                                                                 |                                                                 |                                                                 |                                                                 |                                                                 |                                                                 |                                                                 |                                                                 |                                                                 |                                                                 |                                                                 |                                                                 |                                                                 |                                                                 | Víd. | Ref. |
|       |             |                                                                 |                                                                 |                                                                 |                                                                 |                                                                 |                                                                 |                                                                 |                                                                 |                                                                 |                                                                 |                                                                 |                                                                 |                                                                 |                                                                 |                                                                 |      |      |

### Temas de campaña

#### Política migratoria y asilo

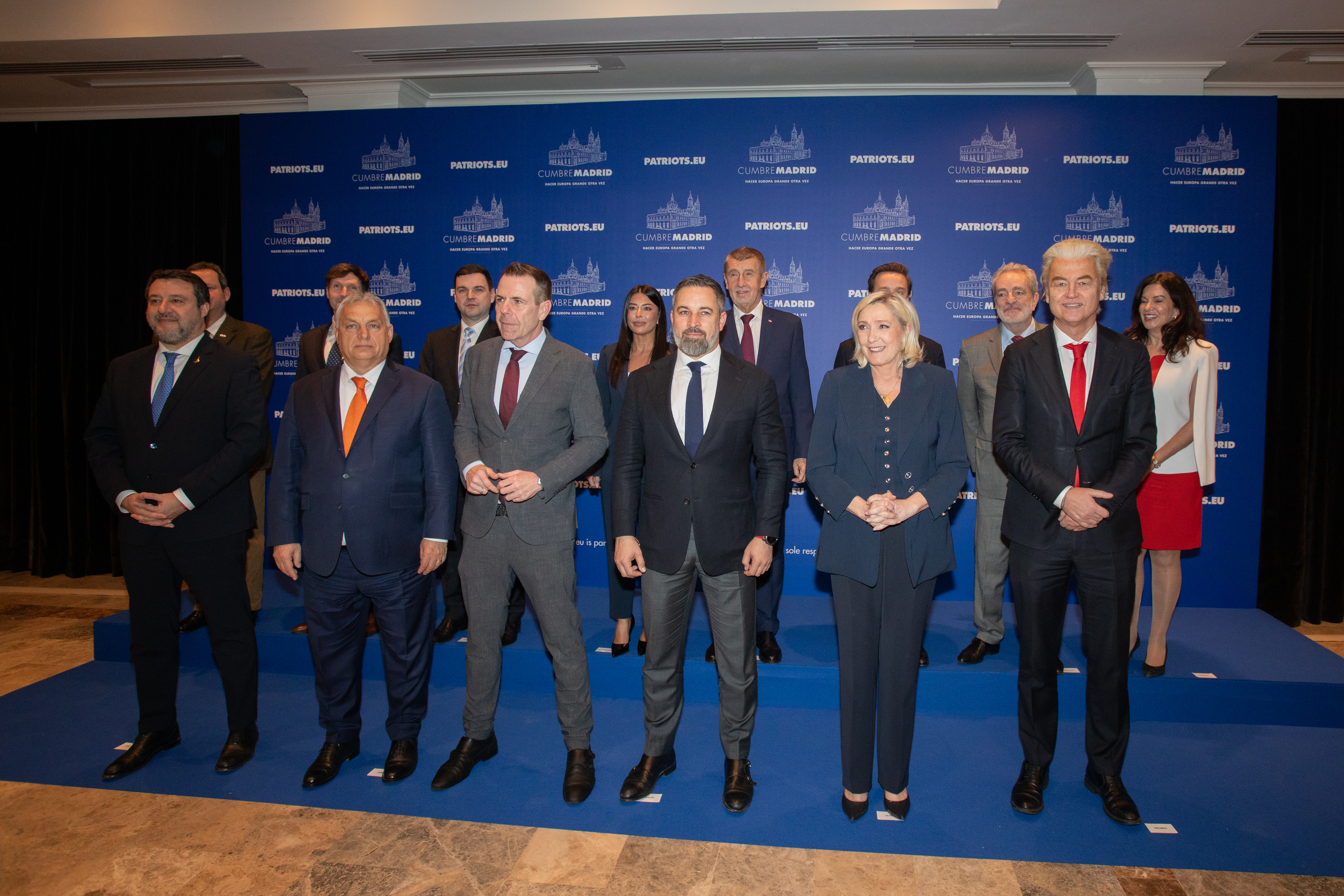
Wilders en la cumbre de Madrid del grupo europeo Patriotas por Europa junto a los principales líderes de las formaciones antiinmigratorias de sus respectivos países.

La inmigración se ha consolidado como el eje central del debate electoral. El PVV, liderado por Geert Wilders, ha propuesto medidas restrictivas, como la suspensión de la reunificación familiar para refugiados, el cierre de centros de asilo y el uso del ejército para controlar las fronteras. Estas propuestas generaron desacuerdos dentro de la coalición gubernamental, lo que llevó a su colapso en junio de 2025.
El VVD propone endurecer las políticas migratorias, especialmente en lo relativo al asilo y a la migración laboral no cualificada, manteniendo el respeto a los compromisos internacionales. Por su parte, la coalición de centroizquierda entre Izquierda Verde y el Partido del Trabajo defiende políticas de asilo humanitarias, sin restricciones adicionales a la reunificación familiar.
El centrista Nuevo Contrato Social propone restricciones moderadas, con un enfoque en la integración y el cumplimiento de las leyes. El Movimiento Campesino-Ciudadano, también miembro del gobierno, apoya restricciones moderadas centradas en la integración y el respeto a las normas.
Los Demócratas 66 defienden una política migratoria humanitaria y la integración de los inmigrantes. Los democratacristianos de la CDA abogan por una política migratoria equilibrada, que combine control y solidaridad. Los socialistas promueven una política de asilo justa y la integración de los inmigrantes.
Los defensores del multiculturalismo de DENK reivindican los derechos de los inmigrantes y la lucha contra la discriminación. Los animalistas del PvdD respaldan una política de asilo humanitaria y respetuosa con los derechos humanos. Los cristianos de derecha del SGP abogan por políticas migratorias estrictas y controladas. Los socialcristianos de la CU defienden una política migratoria compasiva y justa.
Por último, los ecoliberales de Volt proponen una política migratoria europea común, con una distribución equitativa de los solicitantes de asilo. Los partidos liderados por Thierry Baudet y JA21 abogan por políticas migratorias estrictas y una reducción de la inmigración.
El 10 de junio de 2025, el gobierno anunció que las políticas de asilo para Siria serían más restrictivas, dado que, tras un año de la caída del régimen de al-Ásad, el país era considerado más seguro. Se comenzarían a controlar tanto la llegada como el retorno de los ciudadanos sirios a su país. Esta decisión fue interpretada como una medida electoralista, ya que Bashar al-Ásad llevaba más de un año fuera del poder y la medida podría haberse tomado mucho antes.

#### Gobernabilidad y estabilidad política
La formación y posterior disolución del gabinete Schoof, compuesto por una coalición de partidos ideológicamente diversos, ha puesto en evidencia los desafíos de gobernabilidad en el sistema multipartidista neerlandés. La dificultad para mantener una coalición estable ha sido un tema recurrente, con debates sobre la necesidad de reformas institucionales que faciliten una gobernabilidad más efectiva.
El PVV busca liderar el gobierno en solitario, aunque su historial de declaraciones controvertidas dificulta la formación de alianzas con otros partidos. Los liberales del VVD abogan por coaliciones estables y pragmáticas, evitando acuerdos con partidos de extrema derecha. La coalición de izquierdas aspira a encabezar un gobierno progresista, promoviendo la transparencia y la participación ciudadana.
Los centristas del NSC priorizan la reforma institucional, incluyendo la creación de un tribunal constitucional y la implementación de un sistema electoral regional. El BBB pretende representar los intereses rurales y agrícolas en el gobierno, impulsando políticas pragmáticas. Volt defiende una democracia más participativa, con referendos vinculantes y mayor transparencia parlamentaria.
El Foro para la Democracia y JA21 promueven la democracia directa, con referendos vinculantes y la elección directa del primer ministro. D66 aboga por reformas institucionales que fortalezcan la democracia y aumenten la transparencia. Los democristianos de la CDA promueven la estabilidad política y la cooperación entre partidos.
El Partido Socialista defiende una mayor participación ciudadana y la transparencia gubernamental. DENK promueve la inclusión y la representación de las minorías en las instituciones. El PvdD apuesta por una democracia participativa y por la transparencia en la toma de decisiones. El SGP defiende una gobernanza basada en principios cristianos y valores tradicionales. La CU aboga por una política sustentada en valores cristianos y en la justicia social.

#### Economía y poder adquisitivo
El aumento del coste de la vida, especialmente en alimentos y energía, ha sido una preocupación significativa para los votantes. La inflación, que llegó a rondar el 10% en alimentos, ha impactado el poder adquisitivo de los ciudadanos, convirtiéndose en un tema central en la campaña electoral.
La formación liderada por Wilders defiende políticas nacionalistas y proteccionistas, con énfasis en la seguridad social para los ciudadanos neerlandeses. El VVD aboga por el libre mercado, la reducción de impuestos y un presupuesto equilibrado. El GL-PvdA propone aumentar los impuestos a las rentas altas, subir el salario mínimo y controlar los alquileres. El NSC defiende una economía social de mercado, con énfasis en la seguridad social y la responsabilidad fiscal. El BBB apuesta por la flexibilización de las normativas para los agricultores y la reducción de las cargas fiscales en el sector. Volt promueve una economía verde y digital, con inversiones en inteligencia artificial y energías renovables. El FvD y JA21 defienden el liberalismo económico, con simplificación administrativa y reducción de impuestos. Los socioliberales de D66 proponen inversiones en educación, innovación y sostenibilidad, manteniendo una economía abierta. Los líderes de la CDA respaldan una economía social de mercado, con énfasis en la responsabilidad fiscal y la justicia social. El SP propone una redistribución de la riqueza, el aumento del salario mínimo y el fortalecimiento del estado de bienestar. DENK aboga por políticas que reduzcan las desigualdades y fomenten la equidad. El Partido por los Animales propone una economía sostenible que priorice el bienestar animal y ambiental. El SGP promueve la responsabilidad fiscal y la economía de mercado con valores éticos. La CU propone una economía que equilibre el mercado con la protección social.

#### Crisis de vivienda
La escasez de viviendas asequibles, particularmente para los jóvenes, ha sido otro tema destacado. La falta de oferta y los altos precios han generado debates sobre políticas de vivienda y planificación urbana, con propuestas que van desde la construcción de nuevas viviendas hasta reformas en las regulaciones existentes.
El PVV aboga por priorizar el acceso a la vivienda para los ciudadanos neerlandeses, aunque sin presentar propuestas detalladas. Los liberales proponen incentivos para la construcción de viviendas y limitar el aumento de los alquileres. La coalición eco-social plantea construir más viviendas asequibles y ofrecer deducciones fiscales para las hipotecas.
El Nuevo Contrato Social apoya la construcción de viviendas asequibles y propone medidas para facilitar el acceso a la vivienda. Los agraristas de BBB respaldan la construcción de viviendas en áreas rurales y la mejora de la infraestructura en estas zonas.
Los federalistas europeos de Volt proponen políticas de vivienda sostenibles y accesibles, integradas en un enfoque europeo. D66 promueve la construcción de viviendas sostenibles y asequibles, especialmente para los jóvenes.
Los democristianos de centro de la CDA proponen incentivos para la construcción de viviendas y apoyo a las familias. Los socialistas defienden la construcción de viviendas públicas y el control de los alquileres.
DENK, como es habitual, propone medidas para garantizar el acceso a la vivienda para todos, especialmente en comunidades marginadas. Los defensores de los animales del PvdD promueven viviendas ecológicas y sostenibles, respetuosas con el entorno natural.
Los conservadores cristianos del SGP proponen políticas que fortalezcan la familia y la comunidad en el acceso a la vivienda. Los cristianodemócratas más moderados de la CU promueven viviendas asequibles y sostenibles para fortalecer las comunidades.
JA21 propone medidas para facilitar la construcción de viviendas y reducir la burocracia.

#### Política climática y medio ambiente
El PVV niega la necesidad de reducir las emisiones de CO₂, propone eliminar la Ley del Clima y retirarse del Acuerdo de París. Favorece la energía nuclear y la extracción de gas y petróleo en el mar del Norte.
Los Populares apoyan los objetivos climáticos internacionales, incluyendo la construcción de cuatro centrales nucleares y la reducción de subsidios a las energías renovables. Los ecologistas de la coalición de izquierdas abogan por una transición ecológica ambiciosa, invirtiendo en transporte público limpio y energías renovables.
Los centristas del NSC están comprometidos con los objetivos climáticos internacionales, pero buscan políticas más eficientes y menos costosas. Los defensores de los agricultores del BBB se oponen a medidas climáticas que perjudiquen al sector agrícola, abogando por un enfoque equilibrado.
Volt busca alcanzar la neutralidad climática en la UE para 2040, con medidas como la prohibición de vuelos de corta distancia y la expansión del transporte ferroviario. Tanto el FvD como JA21 son escépticos del cambio climático, se oponen a grandes inversiones en energías renovables y apoyan la agricultura tradicional.
Los demócratas del D66 están comprometidos con la neutralidad climática; apoyan las energías renovables y la reducción de emisiones. La CDA apoya medidas para combatir el cambio climático, buscando un equilibrio entre sostenibilidad y desarrollo económico.
Los socialistas están comprometidos con la justicia climática y apoyan una transición energética que beneficie a todos. DENK apoya políticas climáticas que consideren las necesidades de las comunidades vulnerables. El PvdD está comprometido con la lucha contra el cambio climático y apoya una transición energética verde.
El SGP respalda la protección del medio ambiente desde una perspectiva de responsabilidad moral. La CU está comprometida con la creación de una "economía verde" que respete la creación.

### Reorganización de las formaciones políticas

#### Partido por la Libertad
Tras el anuncio de la salida del Partido por la Libertad (PVV) del gobierno, todas las formaciones políticas comenzaron a organizarse ante la posibilidad de elecciones anticipadas debido al colapso del gabinete. El primero en iniciar su proceso interno de preparación fue el propio PVV, responsable de la ruptura, ya que Geert Wilders buscaba proyectar una imagen de distanciamiento del gobierno, al considerar que su partido no había podido cumplir con las promesas electorales en materia de asilo y migración formuladas durante la campaña de 2023.
Con el objetivo de reforzar la imagen de unidad dentro del partido, Wilders se aseguró de que todos los miembros vinculados al PVV abandonaran el gobierno, evitando que quedaran representantes disidentes en el gabinete. Ningún diputado, miembro del gobierno ni integrante del partido criticó públicamente la decisión de retirarse del ejecutivo. Por el contrario, varios defendieron la medida, afirmando que: «¡Es la coalición la que está abandonando al PVV, no al revés!».
Simultáneamente, Wilders intensificó su discurso contra el gobierno, al que acusó de mantener una política migratoria excesivamente permisiva.

#### Izquierda Verde - Partido del Trabajo
Tras la caída del gobierno, la coalición formada por los ecologistas de Izquierda Verde (GroenLinks) y los socialdemócratas del Partido del Trabajo (PvdA) anunció que adelantaría su fusión formal en un partido político conjunto, originalmente prevista para 2026, al 12 de junio de 2025. Esta decisión se tomó en respuesta al adelanto electoral y a la importancia atribuida a la unidad de cara a los comicios.
El proceso comenzó el 5 de junio, cuando la dirección de ambas formaciones votó a favor de la fusión y de su adelanto. A continuación, se convocó una votación entre los afiliados de ambos partidos, que se llevó a cabo entre el 5 y el 12 de junio de 2025.
La decisión generó también críticas internas, especialmente dentro del PvdA, donde algunos miembros expresaron su preocupación por una posible pérdida de los valores socialdemócratas como resultado de la unión. No obstante, la fusión fue finalmente aprobada, y ambas formaciones concurrieron como un único partido en las elecciones.
Los miembros de "Rood Vooruit", la facción crítica del PvdA, anunciaron que fundarían su propia formación luego de la fusión con los ecologistas. La líder de Rood, Reshma Roopram, anunciaba la creación de la nueva formación, dado que, en palabras de Roopram, «Nos lo están imponiendo. En una semana, la disolución de nuestro partido».

#### Partido Popular por la Libertad y la Democracia
El 6 de junio, durante una conferencia del Partido Popular por la Libertad y la Democracia (VVD), los miembros reeligieron por unanimidad a Dilan Yeşilgöz como líder del partido y principal candidata para las próximas elecciones.
«Con Dilan, llegamos a las elecciones con una líder que sabe lo que se necesita ahora para que los Países Bajos sean más libres, seguros y prósperos», afirmaba el sitio web del partido.
Sin embargo, el proceso aún no estaba completamente cerrado, ya que las organizaciones provinciales del VVD tenían la posibilidad de nominar a sus propios candidatos para competir contra Yeşilgöz. En última instancia, la decisión final recaía en la dirección nacional del partido. Finalmente, Yeşilgöz fue ratificada oficialmente como la candidata principal.
Muchos votantes y miembros del VVD responsabilizaron directamente al PVV de la caída del gabinete, acusándolo de actuar por interés político al forzar la celebración de elecciones. Además, una parte significativa del electorado del VVD consideraba que no se debería volver a pactar ni negociar con el PVV.
Luego de que muchos miembros del VVD pidieran no volver a pactar con el PVV debido a su historial de romper coaliciones, como ocurrió con el gabinete Rutte I y el gabinete Schoof, la líder de los liberales, Dilan Yeşilgöz, declaró: «Le di una segunda oportunidad a Wilders. No me pueden culpar por eso». Yeşilgöz no descarta esta vez un pacto con la coalición ecologista de izquierda GL-PvdA, incluso si queda en segundo lugar.
El líder del PVV, Geert Wilders, respondió al VVD en X: «Por eso elige a GL-PvdA, quiere destruir los Países Bajos junto con la izquierda».

#### Nuevo Contrato Social
El partido que irrumpió en las anteriores elecciones con 20 escaños y logró formar parte del gobierno inició su proceso de renovación incluso antes del colapso del gabinete, ya que las encuestas le otorgaban únicamente un escaño. El artífice y líder de la formación, Pieter Omtzigt, dimitió de sus cargos en el partido y convocó una conferencia nacional del joven partido para elegir a su sucesor. Finalmente, fue elegida Nicolien van Vroonhoven, quien había sido su mano derecha. Con su elección como nueva líder, también se le otorgó la candidatura como cabeza de lista para las próximas elecciones.
El 17 de junio de 2025, Van Vroonhoven renunció a ser la candidata del Nuevo Contrato Social luego de que la formación no repuntara en las encuestas y se le pronosticaran entre uno y dos escaños. Tras su dimisión, el vice primer ministro y ministro de Asuntos Sociales, Migración y Trabajo, Eddy van Hijum, se presentó como candidato para dirigir la formación y, al no haber oposición, fue elegido como nuevo líder y candidato del partido para las elecciones.

#### Demócratas 66
Rob Jetten fue ratificado como candidato de la formación para las elecciones generales, debido a su popularidad y al papel que desempeñó en mitigar la pérdida de escaños del partido en las elecciones de 2023.

#### Movimiento Campesino-Ciudadano
Aunque se daba por sentado que Caroline van der Plas sería nuevamente la candidata de la formación, dado su peso dentro del partido, de forma sorpresiva surgió una rival: la vice primera ministra y ministra de Vivienda, Mona Keijzer, anunció que no descartaba competir contra Van der Plas por el liderazgo del partido y la candidatura a las elecciones, lo que provocó sorpresa en esta última.
Finalmente, no hubo disputas internas en la formación entre Van der Plas y Keijzer, ya que la primera fue elegida por unanimidad por la junta directiva del BBB, dado que ningún candidato opositor a Van der Plas se presentó para competir contra ella. Van der Plas, en su discurso de agradecimiento, afirmó: «Me enorgullece que la junta directiva haya vuelto a depositar su gran confianza en mí

#### Llamada Demócrata Cristiana
La que fue la principal fuerza política en los Países Bajos desde 1977 hasta 2006 entró en un proceso de crisis tras obtener únicamente cinco escaños en las elecciones de 2023, su peor resultado histórico. En contraste, la formación había alcanzado 54 escaños en las elecciones de 1986 y 1989. Su líder, Henri Bontenbal, no dimitió tras los malos resultados y continuó en el cargo; posteriormente, fue ratificado como líder del partido y designado nuevamente como candidato principal para los comicios.

#### Partido Socialista
El Partido Socialista celebró la caída del gobierno, al que consideraba «extremista» y profundamente racista. A finales de 2023, se eligió a un nuevo líder en reemplazo de la histórica dirigente Lilian Marijnissen. El nuevo líder electo fue Jimmy Dijk, miembro de la junta directiva del partido desde 2010 y responsable de varias campañas electorales.

#### DENK
El partido promulticulturalista DENK acusó al gobierno de racista y de no proteger a los sectores más discriminados de la sociedad, como inmigrantes y minorías, durante el discurso de su líder, Stephan van Baarle, en el debate sobre la dimisión del primer ministro. Van Baarle centró su intervención en que el gobierno no había hecho lo suficiente por Palestina frente al genocidio llevado a cabo por Israel en la Franja de Gaza, llegando a acusar al gobierno de «apoyar un genocidio». Posteriormente, Van Baarle fue ratificado como candidato y líder de la formación.

#### Partido por los Animales
El partido animalista Partido por los Animales celebró la dimisión del gobierno, ya que muchas de las políticas gubernamentales habían ido dirigidas a retroceder en los avances en materia medioambiental alcanzados durante los mandatos de Mark Rutte. Esto se evidenció, entre otros aspectos, en la paralización de la implementación del hidrógeno verde, debido a que muchas de sus infraestructuras afectaban a los agricultores. Tanto el partido BBB como el PVV presionaron para detener el avance en esta materia. Asimismo, también se suspendió la instalación de aerogeneradores por razones similares. Además, el PVV ha adoptado una postura profundamente negacionista respecto al cambio climático. La principal candidata volvió a ser Esther Ouwehand.

#### Foro para la Democracia
El FvD fue una formación política que centró su discurso en criticar al gobierno por la falta de políticas migratorias más estrictas y por lo que calificaban como un proceso de «islamización» de los Países Bajos. Estos mensajes antimigratorios fueron considerados por algunos como poco sustanciales, en parte porque el PVV era su principal competidor en ese ámbito. Su fundador y líder, Thierry Baudet, fue reelegido como candidato para estas elecciones por unanimidad. Además, en el partido se produjeron purgas internas dirigidas por Baudet contra miembros que criticaban su liderazgo o intentaban competir contra él.

#### Partido Político Reformado
Los cristianos de derecha del SGP, a pesar de estar abiertos a que el gobierno de Dick Schoof continuara en minoría y a brindar apoyo puntual en algunas cuestiones, votaron a favor de la convocatoria electoral y anunciaron que el gobierno había sido uno de los más incompetentes de la historia neerlandesa. Su líder, Chris Stoffer, volvió a ser elegido como candidato.
El Partido Político Reformado rechazó una propuesta presentada por la primera diputada del partido a nivel local para dar más espacio a las mujeres en la lista electoral. La propuesta fue rechazada con 299 votos en contra y solamente 53 a favor, debido a una regla no escrita dentro del partido que establece que las mujeres solo podrán ser candidatas u ocupar un escaño si no hay hombres dispuestos a ocupar ese lugar. Por ello, actualmente solo hay dos mujeres que ocupan cargos institucionales en el SGP.
Sin embargo, el 5 de junio, el SGP de Vlissingen anunció que proponía a Lilian Janse, la única representante de la formación en el ayuntamiento de la ciudad, como candidata en las elecciones, lo cual causó descontento en la dirección nacional del partido.

#### Unión Cristiana
La CU fue otra de las formaciones que anunció que, si el gobierno de Schoof continuaba en minoría tras la salida del PVV, apoyaría al gobierno en temas puntuales. Sin embargo, en el debate sobre la dimisión del jefe del Ejecutivo votaron a favor de la misma. Desde 2023, la CU estaba dirigida por Mirjam Bikker, la primera mujer en ocupar este cargo dentro de la formación. En estas elecciones, Bikker fue nuevamente elegida como la principal candidata de la formación.

### Leyes aprobadas en la campaña electoral

#### Ley de Asilo y Migración
Antes de la salida del PVV del gobierno, la entonces ministra de Asilo y Migración, Marjolein Faber, diseñó y redactó una nueva ley de asilo que derogaba la anterior, más laxa. Tras la ruptura del gobierno y la convocatoria de elecciones, la ley quedó en suspenso, ya que para ser debatida por el parlamento debía ser catalogada como un asunto de importancia nacional, algo que fue propuesto por el PVV y aprobado con el apoyo de los grupos de derecha del parlamento.
La ley fue debatida en el Comité de Asilo y Migración, controlado por D66, y aprobada con el apoyo de PVV, VVD, NSC, FvD, SGP y JA21. Tras superar el debate en el comité, el presidente de la Cámara fijó la fecha para el debate en la Cámara de Representantes para el 1 de julio.
Sin embargo, en ese tiempo, el PVV introdujo una enmienda a la ley que criminalizaba y prohibía la ayuda humanitaria —por parte de ONG, fundaciones, ayuntamientos o particulares— a inmigrantes ilegales. Esta enmienda fue fuertemente criticada por la oposición al gobierno, y dentro del propio gobierno también recibió críticas por parte del NSC, debido a la criminalización de la ayuda humanitaria.
Finalmente, el 1 de julio, a pesar de las objeciones de muchas formaciones de la oposición y del propio gobierno, la primera enmienda de la ley fue aprobada con 95 votos a favor y 55 en contra, y la segunda enmienda también fue aprobada con 94 votos a favor y 56 en contra.
Las principales medidas aprobadas fueron las siguientes:
- El permiso de residencia se acorta de cinco a tres años.
- Los permisos de asilo temporales se evaluarán cada tres años.
- La reunificación familiar con parientes se vuelve más restrictiva.
- Se introduce un sistema de doble estatus, que distingue entre quienes huyen por su etnia, orientación sexual o religión, y quienes huyen de guerras y desastres naturales. Este último grupo deberá regresar antes y tendrá menos derechos.[148]

Aunque la ley fue aprobada en la Cámara de Representantes, aún quedaba una última votación en el Senado para convertirse en ley. En el Senado, su aprobación era mucho más complicada, ya que las formaciones de la oposición tenían mayoría en esa cámara. Por ello, el ministro de Justicia, Seguridad y Asilo, David van Weel (VVD), anunció que paralizaría la primera enmienda de la ley hasta que el Consejo de Estado emitiera un dictamen sobre su constitucionalidad.

#### Ley de Vivienda
La ministra de Vivienda, Gestión de Asilo y Ordenación del Territorio, Mona Keijzer (BBB), propuso la construcción de vivienda pública para aliviar la tensión en el mercado, ya que los precios medios del alquiler en una ciudad oscilan entre 3.300 € y 4.500 €. El tema de la vivienda era uno de los que más preocupaba a los neerlandeses, pues cada vez menos jóvenes podían emanciparse de sus padres debido a los elevados precios del alquiler. Por ello, Keijzer diseñó una ley de vivienda que reformaba la anterior normativa aprobada por el VVD en 2018. La ley incluía las siguientes enmiendas principales:
- Otorgar al gobierno mayor control sobre el número de viviendas construidas y su destino.
- Obligar a todos los municipios a establecer un programa para dar prioridad a determinadas categorías de solicitantes de vivienda, como personas enfermas o mayores.
- Eliminar la prioridad de los solicitantes de asilo para acceder a una vivienda social.[154]

La ley fue criticada por dar prioridad únicamente a las familias y a las personas mayores, dejando fuera a los jóvenes, que son los más afectados por los altos precios de la vivienda. Finalmente, la ley fue votada el 4 de julio con el apoyo casi unánime de la Cámara Baja neerlandesa. Sin embargo, la propuesta aún debía ser aprobada por el Senado para convertirse en ley.

## Formaciones

### Con representación parlamentaria
A continuación se muestra una lista de los partidos y alianzas electorales. Las candidaturas aparecen enumeradas en orden descendente de escaños obtenidos en las anteriores elecciones. A su vez, los partidos, federaciones, coaliciones y agrupaciones que conforman el gobierno en el momento de las elecciones están sombreados en verde claro, mientras que aquellas candidaturas que hubiesen formado parte del gobierno en algún momento de la legislatura pero no en el momento de las elecciones aparecen sombreadas en amarillo claro:
| Partido(s) | Partido(s) | Partido(s)                                      | Ideología                | Posición        | Líder                 | Escaños en el Parlamento |
| ---------- | ---------- | ----------------------------------------------- | ------------------------ | --------------- | --------------------- | ------------------------ |
|            | PVV        | Partido por la Libertad                         | Nacionalismo neerlandés  | Derecha         | Geert Wilders         | 37/150                   |
|            | GL-PvdA    | Izquierda Verde-Partido del Trabajo             | Socialdemocracia         | Centroizquierda | Frans Timmermans      | 25/150                   |
|            | VVD        | Partido Popular por la Libertad y la Democracia | Liberalismo conservador  | Centroderecha   | Dilan Yeşilgöz        | 24/150                   |
|            | NSC        | Nuevo Contrato Social                           | Democracia cristiana     | Centro          | Eddy van Hijum        | 20/150                   |
|            | D66        | Demócratas 66                                   | Socioliberalismo         | Centro          | Rob Jetten            | 9/150                    |
|            | BBB        | Movimiento Campesino-Ciudadano                  | Agrarismo                | Centroderecha   | Caroline van der Plas | 7/150                    |
|            | CDA        | Llamada Demócrata Cristiana                     | Democracia cristiana     | Centro          | Henri Bontenbal       | 5/150                    |
|            | SP         | Partido Socialista                              | Socialismo democrático   | Izquierda       | Jimmy Dijk            | 5/150                    |
|            | DENK       | DENK                                            | Socialdemocracia         | Centroizquierda | Stephan van Baarle    | 3/150                    |
|            | PvdD       | Partido por los Animales                        | Derechos de los animales | Izquierda       | Esther Ouwehand       | 3/150                    |
|            | FvD        | Foro para la Democracia                         | Nacionalismo             | Derecha         | Thierry Baudet        | 3/150                    |
|            | SGP        | Partido Político Reformado                      | Derecha cristiana        | Derecha         | Chris Stoffer         | 3/150                    |
|            | CU         | Unión Cristiana                                 | Democracia cristiana     | Centro          | Mirjam Bikker         | 3/150                    |
|            | Volt       | Volt                                            | Ecologismo               | Centro          | Laurens Dassen        | 2/150                    |
|            | JA21       | JA21                                            | Liberalismo conservador  | Derecha         | Joost Eerdmans        | 1/150                    |

### Formaciones sin representación parlamentaria
| Candidatura | Candidatura                                    | Líder                 | Ideología                  | Posición        |
| ----------- | ---------------------------------------------- | --------------------- | -------------------------- | --------------- |
|             | Importancia de los Países Bajos (BVNL)         | Wybren van Haga       | Liberalismo conservador    | Derecha         |
|             | 50PLUS (50+)                                   | Martin van Rooijen    | Intereses de los jubilados | Centro          |
|             | BIJ1 (BIJ1)                                    | Edson Olf             | Antirracismo               | Izquierda       |
|             | Partido Pirata (PPNL)                          | Matthijs Pontier      | Movimiento pirata          | Atrapalotodo    |
|             | Los Verdes (DG)                                | Otto ter Haar         | Política verde             | Centroizquierda |
|             | Partido Libertario (LP)                        | Tom van Lamoen        | Libertarismo               | Derecha         |
|             | Partido Político por la Renta Básica (PPvB)    | Sepp Hannen           | Renta básica               | Izquierda       |
|             | Partido Nacional Frisón (FNP)                  | Sijbe Knol            | Federalismo                | Centro          |
|             | LEF – Para la Nueva Generación (LEF)           | - style="height:30px" | Intereses de la infancia   | Atrapalotodo    |
|             | Alianza Democrática Republicana Naranja (ORDA) | Erwin Lensink         | Republicanismo             | Izquierda       |
|             | Partido de la CERVEZA (BEER)                   | Colin de Beer         | Sátira política            | Atrapalotodo    |
|             | Líder del Partido (PH)                         | -                     | Socialdemocracia           | Centro          |
|             | Partido del Futuro (PvdT)                      | Johan Vlemmix         | Democracia directa         | Atrapalotodo    |
|             | Partido por la Democracia en Equilibrio (PDIB) | -                     | Socialdemocracia           | Centroizquierda |
|             | Paz para los Animales (VvD)                    | -                     | Derechos de los animales   | Centroizquierda |
|             | Alianza Libre (VV)                             | Bart Burggraaf        | Liberalismo conservador    | Centroderecha   |
|             | Partido Especial (PB)                          | Sabrina Grossman      | Defensa de los DDHH        | Centroizquierda |

## Encuestas

Líneas de regresión local de las encuestas:
Partido por la Libertad
Izquierda Verde-Partido del Trabajo
Partido Popular por la Libertad y la Democracia
Nuevo Contrato Social
Demócratas 66
Movimiento Campesino-Ciudadano
Llamada Demócrata Cristiana
Partido Socialista
DENK
Partido por los Animales
Foro para la Democracia
Partido Político Reformado
Unión Cristiana
Volt Países Bajos
JA21

| Encuestadora              | Fecha                 | Muestra | PVV                       | GL-PvdA     | VVD | NSC | D66 | BBB | CDA | SP | DENK | PvdD | FvD | SGP | CU | Volt | JA21 | 50+ | Diferencia |  |  |  |  |
| ------------------------- | --------------------- | ------- | ------------------------- | ----------- | --- | --- | --- | --- | --- | -- | ---- | ---- | --- | --- | -- | ---- | ---- | --- | ---------- |  |  |  |  |
| Encuestadora              | Fecha                 | Muestra | Elecciones generales 2025 | 29 Oct 2025 | –   |     |     |     |     |    |      |      |     |     |    |      |      |     | Diferencia |  |  |  |  |
| Peil.nl                   | 8–9 Ago 2025          | –       | 28                        | 28          | 16  | 0   | 11  | 6   | 24  | 8  | 4    | 4    | 4   | 4   | 3  | 3    | 7    | –   | -          |  |  |  |  |
| Ipsos I&O                 | 25–28 Jul 2025        | 1,735   | 27                        | 24          | 20  | 1   | 12  | 4   | 24  | 6  | 4    | 6    | 3   | 4   | 4  | 4    | 7    | –   | 3          |  |  |  |  |
| Verian                    | 25–28 Jul 2025        | 1,505   | 30                        | 29          | 23  | 1   | 10  | 2   | 23  | 7  | 2    | 4    | 4   | 3   | 3  | 2    | 7    | –   | 1          |  |  |  |  |
| Peil.nl                   | 26 Jul 2025           | –       | 29                        | 27          | 19  | 0   | 10  | 5   | 21  | 8  | 4    | 5    | 4   | 4   | 3  | 3    | 8    | –   | 2          |  |  |  |  |
| Peil.nl                   | 5 Jul 2025            | –       | 29                        | 28          | 20  | 0   | 9   | 4   | 21  | 7  | 4    | 4    | 4   | 4   | 3  | 3    | 10   | –   | 1          |  |  |  |  |
| Verian                    | 20–23 Jun 2025        | 1,796   | 32                        | 26          | 26  | 1   | 7   | 2   | 20  | 6  | 3    | 5    | 3   | 3   | 3  | 4    | 9    | –   | 6          |  |  |  |  |
| Peil.nl                   | 20–21 Jun 2025        | –       | 30                        | 29          | 22  | 0   | 8   | 3   | 21  | 7  | 4    | 4    | 4   | 4   | 3  | 3    | 8    | –   | 1          |  |  |  |  |
| Ipsos I&O                 | 13–16 Jun 2025        | 1,969   | 30                        | 29          | 24  | 2   | 11  | 4   | 21  | 5  | 3    | 6    | 3   | 3   | 3  | 3    | 3    | –   | 1          |  |  |  |  |
| Verian                    | 6–9 Jun 2025          | 1,594   | 33                        | 25          | 26  | 1   | 10  | 3   | 20  | 6  | 4    | 5    | 3   | 3   | 5  | 4    | 2    | –   | 7          |  |  |  |  |
| Peil.nl                   | 6–7 Jun 2025          | –       | 31                        | 30          | 24  | 1   | 8   | 2   | 19  | 7  | 4    | 4    | 4   | 4   | 3  | 4    | 5    | –   | 1          |  |  |  |  |
| Ipsos I&O                 | 5–6 Jun 2025          | 1,957   | 30                        | 26          | 23  | 2   | 12  | 4   | 18  | 5  | 3    | 8    | 5   | 4   | 3  | 3    | 4    | –   | 4          |  |  |  |  |
| Peil.nl                   | 31 de mayo de 2025    | –       | 31                        | 30          | 25  | 1   | 8   | 2   | 18  | 7  | 4    | 4    | 5   | 4   | 3  | 4    | 4    | –   | 1          |  |  |  |  |
| Verian                    | 23–26 de mayo de 2025 | 1,567   | 28                        | 28          | 30  | 2   | 10  | 2   | 18  | 8  | 4    | 5    | 3   | 3   | 3  | 3    | 3    | –   | 2          |  |  |  |  |
| Ipsos I&O                 | 9–12 de mayo de 2025  | 1,877   | 29                        | 28          | 26  | 1   | 12  | 4   | 17  | 6  | 4    | 6    | 4   | 3   | 3  | 3    | 4    | –   | 1          |  |  |  |  |
| Verian                    | 25–28 Abr 2025        | 1,574   | 29                        | 27          | 28  | 1   | 12  | 3   | 18  | 6  | 4    | 5    | 4   | 3   | 5  | 3    | 2    | –   | 1          |  |  |  |  |
| Peil.nl                   | 25–26 Abr 2025        | –       | 28                        | 29          | 26  | 1   | 8   | 3   | 19  | 8  | 4    | 4    | 5   | 4   | 3  | 4    | 4    | –   | 1          |  |  |  |  |
| Ipsos I&O                 | 11–14 Abr 2025        | 1,990   | 28                        | 27          | 26  | 2   | 10  | 5   | 18  | 6  | 4    | 7    | 4   | 3   | 3  | 4    | 4    | –   | 1          |  |  |  |  |
| Peil.nl                   | 29 Mar 2025           | –       | 29                        | 28          | 26  | 2   | 9   | 3   | 18  | 7  | 4    | 4    | 5   | 4   | 3  | 4    | 4    | –   | 1          |  |  |  |  |
| Ipsos I&O                 | 14–17 Mar 2025        | 2,127   | 30                        | 27          | 25  | 2   | 11  | 3   | 18  | 7  | 4    | 7    | 3   | 3   | 4  | 3    | 4    | –   | 3          |  |  |  |  |
| Peil.nl                   | 21–22 Feb 2025        | –       | 32                        | 24          | 21  | 3   | 12  | 4   | 17  | 8  | 4    | 5    | 5   | 4   | 4  | 4    | 3    | –   | 8          |  |  |  |  |
| Ipsos I&O                 | 14–17 Feb 2025        | 2,382   | 34                        | 24          | 20  | 3   | 11  | 4   | 16  | 8  | 3    | 8    | 4   | 4   | 3  | 5    | 3    | –   | 10         |  |  |  |  |
| Peil.nl                   | 24–25 Ene 2025        | –       | 34                        | 24          | 21  | 3   | 12  | 5   | 16  | 7  | 4    | 5    | 5   | 4   | 4  | 4    | 2    | –   | 10         |  |  |  |  |
| Verian                    | 22–25 Nov 2024        | 1,551   | 41                        | 26          | 22  | 3   | 11  | 5   | 13  | 7  | 3    | 5    | 3   | 3   | 4  | 3    | 1    | –   | 15         |  |  |  |  |
| Ipsos I&O                 | 9–11 Nov 2024         | 2,020   | 38                        | 26          | 22  | 3   | 12  | 5   | 12  | 8  | 4    | 7    | 3   | 3   | 3  | 3    | 1    | –   | 12         |  |  |  |  |
| Verian                    | 25–28 Oct 2024        | 1,604   | 39                        | 24          | 23  | 4   | 10  | 7   | 12  | 6  | 4    | 7    | 3   | 3   | 4  | 3    | 1    | –   | 15         |  |  |  |  |
| Peil.nl                   | 13–14 Sep 2024        | 5,000   | 38                        | 26          | 20  | 7   | 11  | 7   | 11  | 6  | 4    | 4    | 3   | 4   | 4  | 4    | 1    | –   | 12         |  |  |  |  |
| Ipsos                     | 26–29 Jul 2024        | 1,016   | 40                        | 27          | 21  | 11  | 10  | 8   | 9   | 3  | 4    | 5    | 3   | 3   | 2  | 3    | 1    | –   | 13         |  |  |  |  |
| Peil.nl                   | 28–29 Jun 2024        | –       | 41                        | 26          | 17  | 8   | 10  | 8   | 11  | 6  | 4    | 4    | 3   | 4   | 3  | 4    | 1    | –   | 15         |  |  |  |  |
| Ipsos                     | 21–24 Jun 2024        | 1,017   | 44                        | 27          | 20  | 12  | 12  | 6   | 6   | 3  | 3    | 5    | 3   | 3   | 2  | 3    | 1    | –   | 17         |  |  |  |  |
| Elecciones europeas 2024  | 6 Jun 2024            | –       | 27                        | 33          | 18  | 5   | 13  | 8   | 15  | 3  | –    | 7    | 3   | 5   | 4  | 8    | 0    | 1   | 6          |  |  |  |  |
| Peil.nl                   | 5–6 Jun 2024          | –       | 43                        | 25          | 19  | 8   | 10  | 8   | 10  | 5  | 3    | 4    | 4   | 3   | 3  | 4    | 1    | –   | 18         |  |  |  |  |
| Peil.nl                   | 31 May – 1 Jun 2024   | –       | 42                        | 25          | 19  | 7   | 10  | 8   | 10  | 6  | 3    | 4    | 5   | 3   | 3  | 4    | 1    | –   | 17         |  |  |  |  |
| I&O Research              | 9–12 de mayo de 2024  | 1,839   | 47                        | 26          | 18  | 8   | 10  | 6   | 7   | 5  | 2    | 5    | 3   | 4   | 4  | 4    | 1    | –   | 21         |  |  |  |  |
| Ipsos                     | 26–29 Abr 2024        | 1,011   | 45                        | 23          | 20  | 11  | 11  | 8   | 5   | 4  | 4    | 5    | 4   | 4   | 3  | 2    | 1    | –   | 22         |  |  |  |  |
| Peil.nl                   | 19 Abr 2024           | 8,500   | 50                        | 25          | 15  | 8   | 10  | 7   | 9   | 7  | 3    | 3    | 3   | 3   | 3  | 3    | 1    | –   | 25         |  |  |  |  |
| Peil.nl                   | 8 Mar 2024            | –       | 49                        | 25          | 15  | 10  | 10  | 7   | 9   | 7  | 3    | 3    | 3   | 3   | 3  | 2    | 1    | –   | 24         |  |  |  |  |
| Peil.nl                   | 19–20 Ene 2024        | 5,500   | 49                        | 23          | 12  | 17  | 10  | 9   | 6   | 6  | 3    | 3    | 3   | 3   | 3  | 3    | 0    | –   | 26         |  |  |  |  |
| Ipsos                     | 15–18 Dic 2023        | 1,052   | 47                        | 22          | 18  | 19  | 9   | 8   | 4   | 3  | 4    | 5    | 3   | 3   | 3  | 2    | 0    | –   | 25         |  |  |  |  |
| I&O Research              | 8–11 Dic 2023         | 2,952   | 43                        | 23          | 16  | 20  | 10  | 8   | 5   | 5  | 2    | 5    | 3   | 3   | 3  | 4    | 0    | –   | 20         |  |  |  |  |
| Peil.nl                   | 1–2 Dic 2023          | –       | 42                        | 22          | 16  | 19  | 11  | 10  | 6   | 5  | 3    | 3    | 3   | 3   | 3  | 3    | 1    | –   | 20         |  |  |  |  |
| Elecciones generales 2023 | 22 Nov 2023           | –       | 37                        | 25          | 24  | 20  | 9   | 7   | 5   | 5  | 3    | 3    | 3   | 3   | 3  | 2    | 1    | –   | 12         |  |  |  |  |